# Liste der Kulturdenkmale in Mildenau

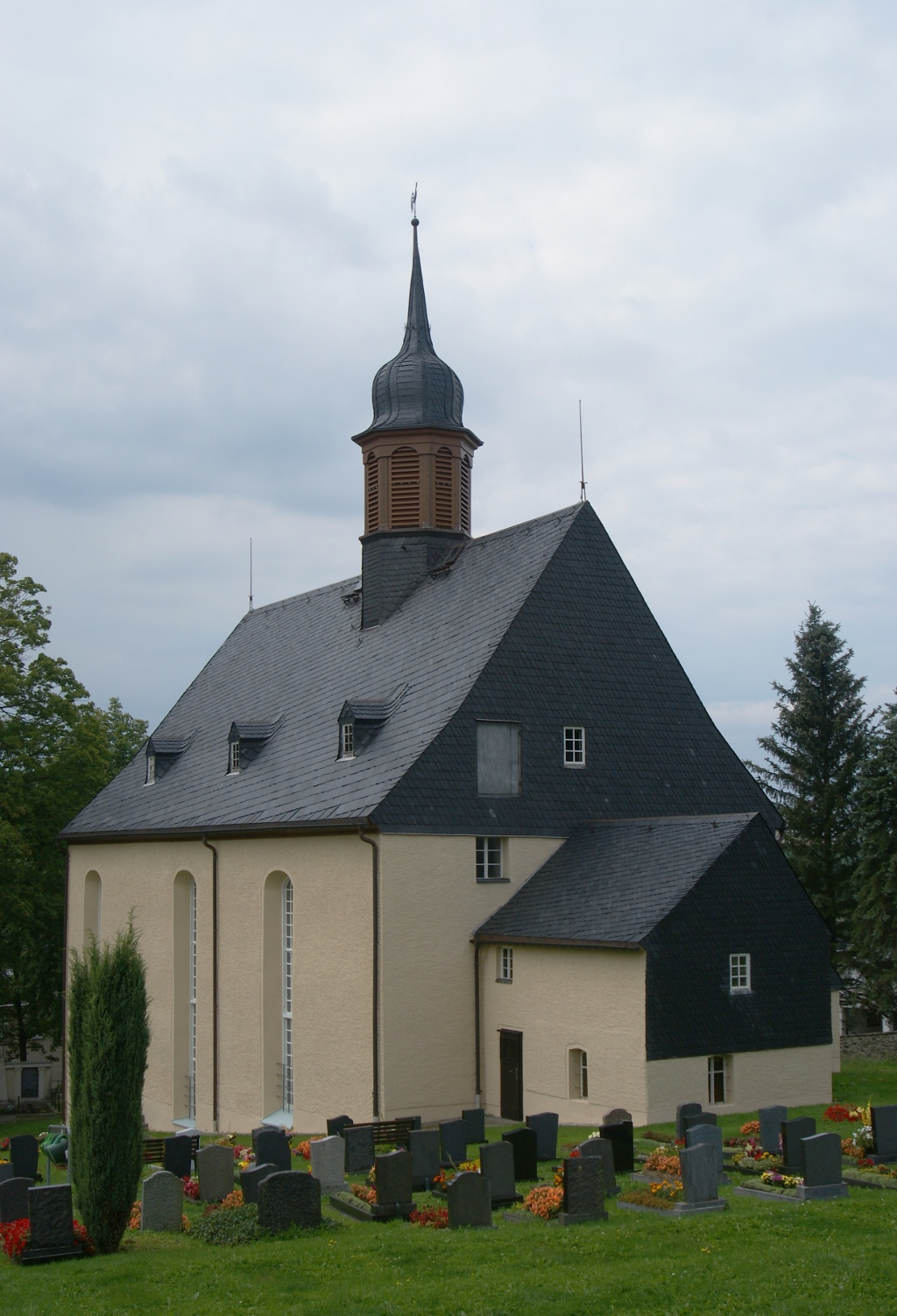
Kirche in Arnsfeld

Die Liste der Kulturdenkmale in Mildenau enthält die Kulturdenkmale in Mildenau.
Diese Liste ist eine Teilliste der Liste der Kulturdenkmale in Sachsen.

## Legende
- Bild: Bild des Kulturdenkmals, ggf. zusätzlich mit einem Link zu weiteren Fotos des Kulturdenkmals im Medienarchiv Wikimedia Commons. Wenn man auf das Kamerasymbol klickt, können Fotos zu Kulturdenkmalen aus dieser Liste hochgeladen werden:
- Bezeichnung: Denkmalgeschützte Objekte und ggf. Bauwerksname des Kulturdenkmals
- Lage: Straßenname und Hausnummer oder Flurstücknummer des Kulturdenkmals. Die Grundsortierung der Liste erfolgt nach dieser Adresse. Der Link (Karte) führt zu verschiedenen Kartendiensten mit der Position des Kulturdenkmals. Fehlt dieser Link, wurden die Koordinaten noch nicht eingetragen. Sind diese bekannt, können sie über ein Tool mit einer Kartenansicht einfach nachgetragen werden. In dieser Kartenansicht sind Kulturdenkmale ohne Koordinaten mit einem roten bzw. orangen Marker dargestellt und können durch Verschieben auf die richtige Position in der Karte mit Koordinaten versehen werden. Kulturdenkmale ohne Bild sind an einem blauen bzw. roten Marker erkennbar.
- Datierung: Baubeginn, Fertigstellung, Datum der Erstnennung oder grobe zeitliche Einordnung entsprechend des Eintrags in der sächsischen Denkmaldatenbank
- Beschreibung: Kurzcharakteristik des Kulturdenkmals entsprechend des Eintrags in der sächsischen Denkmaldatenbank, ggf. ergänzt durch die dort nur selten veröffentlichten Erfassungstexte oder zusätzliche Informationen
- ID: Vom Landesamt für Denkmalpflege Sachsen vergebene, das Kulturdenkmal eindeutig identifizierende Objekt-Nummer. Der Link führt zum PDF-Denkmaldokument des Landesamtes für Denkmalpflege Sachsen. Bei ehemaligen Kulturdenkmalen können die Objektnummern unbekannt sein und deshalb fehlen bzw. die Links von aus der Datenbank entfernten Objektnummern ins Leere führen. Ein ggf. vorhandenes Icon  führt zu den Angaben des Kulturdenkmals bei Wikidata.

## Mildenau
| Bild                                    | Bezeichnung | Lage                          | Datierung                                  | Beschreibung | ID       |
| --------------------------------------- | --- | ----------------------------- | ------------------------------------------ | --- | -------- |
| Direkt Bild zu diesem Denkmal hochladen | Blitzstein: Gedenkstein | (Karte)                       | bez. 1810 (Gedenkstein)                    | zur Erinnerung an den Bauern Johann Gotthilf Meyer, der an dieser Stelle vom Blitz erschlagen wurde, ortsgeschichtlich von Bedeutung Am nordwestlich, unterhalb des »Lerchenhübels« gelegenen Wanderweges, der von der Annaberger Straße kurz nach dem Ortsausgang in Richtung Geyersdorf in Richtung Süden abzweigt wurde zur Erinnerung an den 1810 durch einen Blitzschlag getöteten Bauern Johann Gotthilf Meyer ein Gedenkstein errichtet. Die vor allem ortsgeschichtliche Bedeutung begründet sich in dem lokalen Bezug, in dem der auch als Blitzstein bezeichnete Stein steht. Die Inschrift auf dem ca. einen Meter hohen, auf einem gemauerten Sockel platzierten Stein, der mit einem profilierten und geschwungenem Rand gestaltet ist, weist auf das hohe Ansehen des Verstorbenen hin: »Zum Andenken dem besten Gatten und liebsten Vater Herrn Johann Gotthilf Meyer Erbbegüterter in Mildenau welcher da hier Ad. 1760 dem 5. Im August geboren. Den id. Im Okt. 1789 mit der dahiesigen Dgf. Johanna Christiane Naglerin ehelich verbunden. In dieser Ehe wurden 9 Kinder gezeugt davon 6 noch leben. Donnerstags 3. Im May Nachmittags in der dritten Stund 1810 endete ein Blitzstrahl als erhier saete sein thätiges Leben das er nur auf 49 Jahr 8 Monat 3 Wochen 6 Tage und 7 Stunden gebraucht hat Text. Hiobam. 37 d. 4. 5.v«                                                            | 09306225 |
| Direkt Bild zu diesem Denkmal hochladen | Gedenkstein | (Karte)                       | bezeichnet 1809                            | Zur Erinnerung an den Bauern Johann Michael Wagler und seinen Sohn, die an dieser Stelle vom Blitz erschlagen wurden, ortsgeschichtlich von Bedeutung. | 09306224 |
|                                         | Wohnhaus, ehemaliges Erblehngericht                                                                                             | Allee 2 (Karte)               | bezeichnet 1663, später verändert          | Putzbau von beachtlicher Kubatur und Ausdehnung, mit barocker Kartusche über der Hauseingangstür, bauhistorische und ortsgeschichtliche Relevanz. Zweigeschossiger massiver Putzbau, Krüppelwalmdach, Giebelverbretterung, bezeichnet „1663“ (Kartusche). | 08992164 |
|                                         | Müllerwohnhaus, Scheune und zwei Seitengebäude eines Mühlenanwesens                                                             | Am Graben 1 (Karte)           | wohl 1796                                  | Müllerwohnhaus Obergeschoss Fachwerk verkleidet, zwei Fachwerkseitengebäude, eines davon mit altertümlicher Fachwerkkonstruktion (Kopfstreben), Bestandteil der Ortsstruktur, baugeschichtlich und ortsgeschichtlich bedeutend. - Wohnhaus: Erdgeschoss massiv, Obergeschoss zum Teil noch Fachwerk, verbrettert, Rückseite verändert, dahinter Reste des Wasserbaus, Turbine, - Scheune: Mit schönem Fachwerkgiebel, - Zwei weitere Seitengebäude: Obergeschoss Fachwerk, ein Gebäude quasi Neubau, darin Stein bezeichnet „1811“, Mühle erwähnt 1540. | 08992160 |
| Direkt Bild zu diesem Denkmal hochladen | Meilenstein | Annaberger Straße (Karte)     | 19. Jahrhundert (Meilenstein)              | Verkehrsgeschichtlich von Bedeutung. Zirka 50 Zentimeter hoch, runder Abschluss, „Annaberg 0,60 M“. | 08992153 |
|                                         | Wohnstallhaus | Annaberger Straße 7 (Karte)   | 18. Jahrhundert                            | Obergeschoss Fachwerk, Gebäude mit steilem Satteldach, regionaltypisch, baugeschichtliche Bedeutung. Erdgeschoss massiv, zum Teil verändert, Fachwerkkonstruktion intakt, Westseite angemauert, Satteldach, Schieferdeckung, drei im 20. Jahrhundert eingefügte geschmackvolle Gaupen, Giebelverbretterung. | 08992158 |
| Weitere Bilder                          | Wohnhaus | Annaberger Straße 17 (Karte)  | bezeichnet 1836                            | Obergeschoss Fachwerk, Konstruktion weitgehend erhalten, Segmentbogenportal, baugeschichtliche Bedeutung. Erdgeschoss massiv, bogiges Türgewände mit Schlussstein bezeichnet „1836“, zweiriegeliges Fachwerk mit Streben, Krüppelwalmdach. | 08992159 |
|                                         | Transformatorenhaus | Dorfstraße (Karte)            | um 1920                                    | Zeugnis der Elektrifizierung des Ortes, technikgeschichtlich von Bedeutung. Obergeschoss Fachwerk, zum Teil Holzschindeln, kleines Pyramidendach. | 08992181 |
| Weitere Bilder                          | Wohnhaus (Umgebinde) und angebautes Seitengebäude                                                                               | Dorfstraße 2 (Karte)          | vor 1750                                   | Beide Gebäude Obergeschoss Fachwerk, Wohnhaus altertümliche Fachwerkkonstruktion mit geschweiften Andreaskreuzen (sogenannte Feuerböcke), Umgebindehaus mit ehemaliger Blockstube, baugeschichtlich von besonderer Bedeutung. Erdgeschoss massiv, Umgebinde rechts 2/2 Joche (Anmerkung: ursprüngliche Umgebindekonstruktion nicht erhalten, die heutigen Ständer vor der Blockstube wurden nachträglich eingebaut, die ursprünglichen Ständer waren mit aufgeblatteten Kopfbändern mit den Spannriegeln des Umgebindes verbunden - hiervon blieben die Blattsassen noch erhalten), Fachwerkkonstruktion intakt, steiles Satteldach (Schieferdeckung), Giebel verbrettert, dort Taubenhaus. | 08992157 |
|                                         | Wohnhaus | Dorfstraße 7 (Karte)          | wohl vor 1800                              | Obergeschoss Fachwerk verkleidet, Bestandteil der Ortskernstruktur, baugeschichtliche Relevanz. Erdgeschoss massiv, geglättet, Fachwerkkonstruktion Obergeschoss intakt, Satteldach. | 08992161 |
| Direkt Bild zu diesem Denkmal hochladen | Zwei Seitengebäude und Scheune eines Vierseithofes                                                                              | Dorfstraße 47 (Karte)         | 18. Jahrhundert                            | Fachwerkgebäude, baugeschichtliche Bedeutung. Scheune, Remise, Stall, Fachwerk-Teile großteils verbrettert (Kriecher-Decker). | 08992166 |
| Direkt Bild zu diesem Denkmal hochladen | Wohnstallhaus eines Bauernhofes                                                                                                 | Dorfstraße 52 (Karte)         | wahrscheinlich vor 1800                    | Obergeschoss Fachwerk, baugeschichtlich von Bedeutung. Wohnstallhaus: Erdgeschoss massiv, Konstruktion intakt, verbrettert, Satteldach. | 08992169 |
| Weitere Bilder                          | Wohnstallhaus, drei Seitengebäude und Toranlage eines Vierseithofes                                                             | Dorfstraße 54 (Karte)         | Kern um 1700                               | Alle Gebäude Holzkonstruktion, hochgradig ursprünglich, Wohnstallhaus mit vorkragendem Fachwerk-Obergeschoss, profilierten Balkenköpfen und Füllhölzern, besondere baugeschichtliche Bedeutung. Fachwerkkonstruktion intakt, zum Teil noch alte Fenster mit Schiebeflügel, Laubengang. | 08992167 |
| Direkt Bild zu diesem Denkmal hochladen | Zufahrtsbrücke über den Sandbach                                                                                                | Dorfstraße 54 (vor) (Karte)   | 19. Jahrhundert                            | Bruchstein-Bogenbrücke, baugeschichtlich von Bedeutung. | 08992168 |
| Weitere Bilder                          | Kirche und Kirchhof mit Einfriedung und Grabmal                                                                                 | Dorfstraße 76 (Karte)         | 1839, 1834-1839                            | Klassizistische Saalkirche mit Nordturm, neugotisches Grabmal Schiefer (1829), baugeschichtlich, ortsgeschichtlich und ortsbildprägend von Bedeutung. Eine der größten Dorfkirchen im Erzgebirge, nach Brand 1945 Wiederaufbau im Wesentlichen nach Vorbild. | 08992170 |
|                                         | Pfarrhaus mit Pfarrscheune und Torbogen zum Pfarrhof sowie Stützmauern                                                          | Dorfstraße 78 (Karte)         | bezeichnet 1777                            | Pfarrhaus stattlicher barocker Putzbau mit Segmentbogenportal, baugeschichtlich und ortsgeschichtlich von Bedeutung. Pfarrhaus: zweigeschossiger massiver Putzbau mit Krüppelwalmdach, zwei Torgewände, bezeichnet „1777“ (Türstock), sowie Fenstergewände, Bruchsteinscheune, desgleichen Torbogen. | 08992171 |
| Direkt Bild zu diesem Denkmal hochladen | Wohnstallhaus | Dorfstraße 89 (Karte)         | 18. Jahrhundert, womöglich älter           | Obergeschoss Fachwerk, baugeschichtlich relevantes Relikt ländlicher Holzbauweise. Erdgeschoss Bruchstein, Obergeschoss-Fenster originale Größe, Streben, Lehmstakengefache, Satteldach, Giebel ornamental. verschiefert | 08992173 |
| Direkt Bild zu diesem Denkmal hochladen | Wohnhaus | Dorfstraße 92 (Karte)         | um 1890 oder älter                         | Hochgradig ursprünglich erhalten, baugeschichtlich von Bedeutung. Zweigeschossiger massiver Putzbau mit Krüppelwalmdach, originale Winterfenster, dahinter originale Kreuzstockfenster, historistische Haustür. | 08992175 |
| Direkt Bild zu diesem Denkmal hochladen | Wohnhaus | Dorfstraße 100 (Karte)        | bezeichnet 1848, Kern wahrscheinlich älter | Obergeschoss Fachwerk, Holzkonstruktion erhalten, baugeschichtliche Bedeutung. Erdgeschoss massiv, klassizistisches Haustürgewände, Fachwerk-Teil verkleidet, Satteldach, Muldenfalzdeckung. | 08992176 |
| Direkt Bild zu diesem Denkmal hochladen | Granit-Haustürgewände | Dorfstraße 102 (Karte)        | bezeichnet 1862                            | Heimatgeschichtlich von Bedeutung. Granit, gerader Sturz bekrönt, darin Kartusche mit Bezeichnung. | 08992177 |
| Direkt Bild zu diesem Denkmal hochladen | Portal (mit Tür) eines Wohnhauses und Balkendecke im Innern                                                                     | Dorfstraße 114 (Karte)        | bezeichnet 1904                            | Haustürgewände und Türblatt im späthistoristischen Stil, innen bemerkenswerte Holzbalken-Flurdecke, baugeschichtlich von Bedeutung. Profilierter Sandstein, bekrönter Sturz, „Johann Stephan“. | 08992179 |
| Direkt Bild zu diesem Denkmal hochladen | Wohnhaus eines Bauernhofes | Dorfstraße 134 (Karte)        | bezeichnet 1862, im Kern älter             | Obergeschoss Fachwerk, zum Teil verbrettert, baugeschichtliche Bedeutung. Erdgeschoss massiv, Türstock bezeichnet, weitgehend ursprüngliches Wand-Öffnungs-Verhältnis, ein Giebel ausgemauert. | 08992215 |
| Direkt Bild zu diesem Denkmal hochladen | Wohnstallhaus eines Bauernhofes                                                                                                 | Dorfstraße 144 (Karte)        | 18. Jahrhundert                            | Obergeschoss Fachwerk mit Streben und Kopfstreben, baugeschichtliche Bedeutung. Erdgeschoss massiv, verändert, Fachwerkkonstruktion intakt, aber aufgebrettert, Kunststofffenster, steiles Satteldach. | 08992185 |
| Direkt Bild zu diesem Denkmal hochladen | Taubenhaus eines Bauernhofes | Dorfstraße 154 (Karte)        | um 1900                                    | Heimatgeschichtlich von Bedeutung. | 08992184 |
| Direkt Bild zu diesem Denkmal hochladen | Wohnstallhaus und Scheune eines Bauernhofes                                                                                     | Dorfstraße 156 (Karte)        | im Innern bezeichnet 1775, im Kern älter   | Wohnstallhaus Obergeschoss Fachwerk, strukturprägende Hofanlage, baugeschichtliche Bedeutung. Wohnstallhaus und Scheune eines Zweiseithofes, Wohnstallhaus von letzten Baumaßnahmen bezeichnet 1884, Kern aber vermutlich bereits Ende 17. Jahrhundert, über massivem Erdgeschoss (mit der für das Mitteldeutsche Wohnstallhaus typischen Grundrissgliederung in Wohnteil, Flur und Stall/-Wirtschaftsteil) zweiriegeliges Fachwerk-Obergeschoss mit originalen Fenstergrößen, das große Satteldach ohne Ausbauten und das sehr große Bruchstein-Tonnengewölbe im Keller zeugen vom Ausmaß des Wirtschaftens auf diesem Hufenhof, der Wohlstand der ersten Generationen des Anwesens ist auch durch eine recht selten anzutreffende stuckierte Decke (bezeichnet -seitenverkehrt- 1775 sowie „M“ für Mauersberger) in der Stube bezeugt. Auch die Entstehungszeit der verbretterten Scheune mit Holzkonstruktion ist wohl vor 1750 anzusetzen, womit sie einen für diese Gattung großen Alterswert aufweist. Trotz Ausbauten an der Rückseite des Wohnhauses und Veränderungen an der Torsituation der Scheune ist der Dokumentationswert des Anwesens hoch. Zu seiner besonderen baugeschichtlichen Bedeutung kommt durch die erhöhte Lage über der Aue auch die bildprägende Relevanz des Hofes, und als Strukturbestandteil des Waldhufendorfes Mildenau ist er auch ortsentwicklungsgeschichtlich von Belang. | 08992183 |
| Weitere Bilder                          | Ehemalige Dorfschmiede | Dorfstraße 160 (Karte)        | um 1700                                    | Obergeschoss Fachwerk mit Rautenformen, altes Türblatt der Schmiede, baugeschichtliche und ortshistorische Bedeutung. Erdgeschoss massiv, spätere profilierte Fenstergewände, Türblatt erneuert, Obergeschoss-Fenster originale Größe, äußere Joche mit Rautenformen. | 08992180 |
| Direkt Bild zu diesem Denkmal hochladen | Ehemaliges Huthaus, heute Wohnhaus                                                                                              | Dorfstraße 221 (Karte)        | 18. Jahrhundert                            | Obergeschoss Fachwerk verbrettert, ortsgeschichtliche Bedeutung. Erdgeschoss massiv, Fenstergröße Obergeschoss weitgehend originale Größe, Satteldach, Kriecher-Decker-Verbretterung. | 08992187 |
| Direkt Bild zu diesem Denkmal hochladen | Wohnhaus | Dorfstraße 222 (Karte)        | Kern um 1800                               | Obergeschoss Fachwerk verkleidet, Konstruktion intakt, baugeschichtliche Bedeutung. Erdgeschoss Bruchstein verfugt, Obergeschoss-Fenster originale Größe, Fachwerk verkleidet, Satteldach, Schieferdeckung. | 08992192 |
| Direkt Bild zu diesem Denkmal hochladen | Wohnmühlenhaus, daran angebautes Seitengebäude, Scheune und zwei weitere Seitengebäude eines Mühlenanwesens, mit Hofpflasterung | Dorfstraße 223 (Karte)        | ab 1700                                    | Fachwerkbauten, baugeschichtliche und ortsgeschichtliche Bedeutung. - Wohnhaus: Erdgeschoss massiv, Granit-Türgewände, Obergeschoss Fachwerk mit zwei Reihen stehenden Andreaskreuzen, Kopfbändern und Streben (Giebelseite), Konstruktion intakt, steiles Satteldach mit überstehender Schieferdeckung, - Mühlengebäude: Obergeschoss großteils ebenfalls Fachwerk, zur Bergseite mit Oberlaube, wie die anderen Seitengebäude auch Holzkonstruktion. | 08992190 |
| Direkt Bild zu diesem Denkmal hochladen | Wohnstallhaus eines Bauernhofes                                                                                                 | Dorfstraße 225 (Karte)        | 18. Jahrhundert                            | Obergeschoss Fachwerk verschiefert, Gebäude mit breiter Kubatur, Relikt regionaltypischer Holzbauweise, weitgehend erhalten, baugeschichtlich von Bedeutung. Erdgeschoss massiv, Obergeschoss-Fenster weitgehend originale Größe (bis auf Giebelseite), Fachwerk verschiefert, Satteldach mit Schieferdeckung. | 08992188 |
| Direkt Bild zu diesem Denkmal hochladen | Mundloch des Heilige-Dreifaltigkeit-Stollns                                                                                     | Dorfstraße 225 (bei) (Karte)  | ab 1619 (Bergbauanlage)                    | Ortsgeschichtlich und technikgeschichtlich von Bedeutung. | 08992189 |
| Direkt Bild zu diesem Denkmal hochladen | Wohnstallhaus und zwei Seitengebäude eines Dreiseithofes                                                                        | Dorfstraße 243 (Karte)        | im Innern bezeichnet 1783                  | Wohnstallhaus Obergeschoss Fachwerk,Segmentbogenportal, authentisch erhalten, ortsbildprägend, baugeschichtliche Bedeutung. Wohnstallhaus: Erdgeschoss massiv, Segmentbogen-Haustür-Gewände, Stallteil außen erkennbar, Seitenjoche Obergeschoss Rauten-Fachwerk, Wand-Öffnungs-Verhältnis intakt aber Kunststofffenster, steiles Satteldach mit altdeutscher Schieferdeckung, die Seitengebäude ebenfalls Holzkonstruktion. | 08992191 |
| Direkt Bild zu diesem Denkmal hochladen | Wohnhaus und Scheune eines Zweiseithofes                                                                                        | Felsenkellerweg 6 (Karte)     | um 1800, bezeichnet 1646                   | Wohnhaus mit Fachwerk-Obergeschoss, Konstruktion intakt, kleine Scheune, baugeschichtliche Bedeutung. Mitteldeutsches Wohnstallhaus (bezeichnet „1646“, urkundlich erwähnt 1690) mit Obergeschoss – Fachwerk um 1800, Erdgeschoss massiv (womöglich einst ebenfalls Holzkonstruktion), typische Dreiteilung in Wohnteil, Flur und Stall/-Wirtschaftsteil, schönes Haustürblatt (zirka 1930), gedrungener intakter Fachwerkkorb teilweise mit Streben, zweiriegelig, Ladeluke, Fachwerk auf der Rückseite wahrscheinlich später, als das Gebäude verbreitert wurde, Fenster mit den typischen zwei dreigeteilten Flügeln, Giebelverbretterung, Satteldach mit Schieferdeckung als Kaltdach, Dachstuhl bauzeitlich, hoher Dokumentationswert durch viele erhaltene Details, baugeschichtliche Bedeutung, Alterswert. Scheune verbrettert. | 08992165 |
| Direkt Bild zu diesem Denkmal hochladen | Eisenbahnbrücke über einen Bach (Brückenteil)                                                                                   | Königswalder Straße (Karte)   | 1920er Jahre                               | Siehe auch 09269992 in der Gemeinde Königswalde, einjochige Gewölbebrücke in Bruchstein der stillgelegten Bahnstrecke Abzw Plattenthal–Königswalde (6621; sä. WKw, ex WP), technik- und verkehrsgeschichtlich von Bedeutung. Einbogige Gewölbebrücke über einen Zulauf des Pöhlbachs in Gneisbruchstein mit einreihigem Stirnkranz sowie breiten Flügelmauern, Fahrbahn in Beton. Die Brücke wurde Anfang der 1920er Jahre für die regelspurige Eisenbahnstrecke erbaut. Sie ist ein letztes bauliches Zeugnis der 1971 stillgelegten Eisenbahnstrecke. Ihr kommt daher neben der technik- auch eine eisenbahngeschichtliche Bedeutung zu. | 09307034 |
| Direkt Bild zu diesem Denkmal hochladen | Wohnstallhaus | Wiesenweg 1 (Karte)           | 1811, im Kern älter                        | Obergeschoss Fachwerk, mit besonderen Konstruktionsformen (Giebel), baugeschichtlich relevant. Erdgeschoss massiv, geglättet, Obergeschoss-Fenster zum Teil vergrößert, zum Teil Fachwerk massiv ersetzt, Giebel mit Feuerbock Formen, steiles Satteldach. | 08992156 |
| Direkt Bild zu diesem Denkmal hochladen | Wohnstallhaus (Nr. 17), Auszugshaus (Nr. 17b), zwei Seitengebäude (Nr. 19 und neben Nr. 19) sowie Toranlage eines Vierseithofes | Wiesenweg 17; 17b; 19 (Karte) | im Innern bezeichnet 1800                  | Fachwerkbauten, ein in Struktur und Aussehen weitgehend geschlossen erhaltener Bauernhof in exponierter Lage, baugeschichtlich von Bedeutung. - Wohnstallhaus: Erdgeschoss Bruchsteinmauerwerk, zum Teil Porphyrgewände, bemerkenswertes Kreuzgewölbe im Flurteil, Obergeschoss Fachwerk verbrettert, wenige Fenster vergrößert, steiles Satteldach, - Auszugshaus: Erdgeschoss Bruchstein, Obergeschoss Fachwerk verbrettert, Konstruktion intakt, Satteldach mit Holzschindeldeckung, - Scheune: Erdgeschoss Bruchstein, Obergeschoss Fachwerk, steiles Satteldach, - Vierte Seite Stallscheune äußerlich verändert, Tor mit hölzernem Übergang. | 08992154 |

## Arnsfeld
| Bild           | Bezeichnung                                                                  | Lage                           | Datierung                   | Beschreibung | ID       |
| -------------- | ---------------------------------------------------------------------------- | ------------------------------ | --------------------------- | --- | -------- |
|                | Wohnhaus                                                                     | Hauptstraße 6 (Karte)          | 1853                        | Kleines ländliches Gebäude, Obergeschoss Fachwerk, intakte Holzkonstruktion, baugeschichtliche Bedeutung. Erdgeschoss massiv, geglättet, Obergeschoss-Fenster originale Größe, ohne Sprossung, Giebel verbrettert, Satteldach. | 08992201 |
|                | Transformatorenhaus                                                          | Hauptstraße 50 (neben) (Karte) | um 1920                     | Mit regionaltypischer Holzschindelverkleidung, Denkmal der Elektrifizierung des Ortes, technikgeschichtlich von Bedeutung. | 08992203 |
|                | Wohnhaus, mit Anbau (ehemals Gasthaus)                                       | Hauptstraße 58 (Karte)         | um 1800                     | Obergeschoss Fachwerk, mit steilem Satteldach, regionaltypische Holzbauweise, baugeschichtliche Relevanz. Erdgeschoss massiv, stark verändert, desgleichen Nordwest-Giebelseite, ansonsten intaktes Wand-Öffnungs-Verhältnis im Fachwerk-Teil. | 08992204 |
|                | Scheune eines Bauernhofes                                                    | Hauptstraße 60 (Karte)         | bezeichnet 1765             | Massive, regionaltypische Scheune, authentisch mit aufwändiger Dachkonstruktion, baugeschichtlich von Bedeutung. Bruchstein mit mauerfühligem Putz, Giebel verbrettert, Satteldach, Schieferdeckung, liegender Dachstuhl, Kehlbalken mit Unterzug (mittlerer fehlt), sehr steile Konstruktion, aufwändiger als bei vielen Wohnhäusern, doppelte Windverbinder im Sparrenbereich. bezeichnet „1765“ (Außenbrett). Scheune verkörpert alte Hofstruktur, ortsbildprägend durch Giebelständigkeit und erhöhte Lage. | 08992205 |
|                | Wohnhaus                                                                     | Hauptstraße 97 (Karte)         | 1769, womöglich älter       | Obergeschoss Fachwerk, bild- und strukturprägend, baugeschichtliche Bedeutung. Erdgeschoss geglättet, jedoch hier wie auch im Obergeschoss originales Wand-Öffnungs-Verhältnis, Fachwerk zweiriegelig, Streben, steiles Satteldach | 08992196 |
|                | Pfarrhaus                                                                    | Hauptstraße 108 (Karte)        | 2. Hälfte 19. Jahrhundert   | Zeittypischer Putzbau mit Porphyrgewänden und Walmdach, baugeschichtliche und ortsgeschichtliche Bedeutung. Zweigeschossiger massiver Putzbau, intaktes Wand-Öffnungs-Verhältnis, Walmdach mit Schieferdeckung, im Erdgeschoss noch Winterfenster. | 08992194 |
| Weitere Bilder | Kirche (mit Ausstattung), Kirchhof mit Einfriedung und Grabmal an der Kirche | Hauptstraße 110 (Karte)        | bez. 1662, Kern älter       | Barocke Saalkirche mit Dachreiter, baugeschichtlich und ortsgeschichtlich von Bedeutung. Kirche: verputzter Bruchsteinbau mit langen Bogenfenstern, Saalkirche, Dachreiter bezeichnet 1662, Gebäude im Kern älter. | 08992195 |
|                | Kriegerdenkmal für die Gefallenen des 1. Weltkrieges                         | Hauptstraße 110 (bei) (Karte)  | 1926 (Kriegerdenkmal)       | Ortsgeschichtlich von Bedeutung. Kriegerdenkmal: Igluartiger Hausteinbau mit Gedenktafeln an vier Seiten, Eisernes Kreuz - Bekrönung mit Adler. | 09306226 |
|                | Seitengebäude eines Bauernhofes                                              | Hauptstraße 112 (bei) (Karte)  | um 1850                     | Fachwerk-Scheune, Bestandteil der Ortskernbebauung, ortsbildprägend, baugeschichtliche Relevanz. Erdgeschoss massiv (Bruchstein), darüber zweiriegeliges Fachwerk mit originalem Wand-Öffnungs-Verhältnis, steiles Satteldach, Bestandteil des Sacherguts (Nummer 114). | 08992197 |
|                | Ehemaliges Wohnstallhaus eines Bauernhofes                                   | Hauptstraße 114 (Karte)        | bezeichnet 1802, Kern älter | Obergeschoss Fachwerk, Segmentbogenportal, stattlicher Baukörper, Bestandteil der Ortskernstruktur, baugeschichtliche und ortsgeschichtliche Bedeutung. Ehemaliges Wohnstallhaus des sogenannten Sachergutes, bezeichnet „1802“, Kern älter, im Erdgeschoss sowohl im Grundriss als auch im Wand-Öffnungs-Verhältnis verändert, noch vorhanden aber das korbbogige Haustürgewände mit Sturzinschrift „SCL 1802“, Obergeschoss Fachwerk im vorderen Giebel und in zwei Drittel der Längsseite, teilweise massiv ersetzt und mit Pseudofachwerk versehen, originale Fenstergrößen, Kehlbalkendach mit altem liegenden Stuhl, unter dem Haus zwei Bruchstein-Tonnengewölbe zirka zwei mal drei Meter und zwei mal sechs Meter, die Größe des Hauses von zirka 20 mal 10 Meter, seine hohe Speicherkapazität und - zusammen mit der Scheune aus dem 19. Jahrhundert - seine zentrale Lage gleich neben der Kirche im Dorfkern, weisen auf seine sozial- und wirtschaftsgeschichtliche, ortsgeschichtliche sowie auf seine städtebauliche Bedeutung. | 08990516 |
|                | Wohnhaus                                                                     | Hauptstraße 135 (Karte)        | 1757                        | Obergeschoss Fachwerk, weitgehend authentisch, baugeschichtliche Bedeutung. Erdgeschoss massiv, beide Geschosse mit intaktem Wand-Öffnungs-Verhältnis, gedrungenes Krüppelwalmdach mit Schieferdeckung. | 08992206 |
|                | Wohnstallhaus eines Bauernhofes                                              | Hauptstraße 151 (Karte)        | vor 1800                    | Obergeschoss Fachwerk, typisch ländliche Architektur, baugeschichtliche Bedeutung. Erdgeschoss massiv, Stallteil erkennbar, beide Geschosse weitgehend ursprüngliches Wand-Öffnungs-Verhältnis, Fachwerk zweiriegelig, steiles Satteldach mit leichtem Überstand. | 08992208 |
|                | Häuslerhaus                                                                  | Hauptstraße 155 (Karte)        | 1852                        | Obergeschoss Fachwerk verbrettert, weitgehend ursprünglich, sozialgeschichtliche von Bedeutung. Erdgeschoss massiv, beide Geschosse mit intaktem Wand-Öffnungs-Verhältnis, Fachwerk verbrettert, Satteldach. | 08992209 |
|                | Wohnstallhaus und Scheune eines Zweiseithofes                                | Hauptstraße 159 (Karte)        | wohl um 1850                | Wohnstallhaus Obergeschoss Fachwerk, weitgehend ursprünglich erhaltener Bauernhof, baugeschichtlich von Bedeutung. - Wohnstallhaus: Erdgeschoss massiv, mit Ergänzungsanbau aus DDR-Zeit, darüber untypische Balkonöffnung im Fachwerk, ansonsten ursprünglich, Scheune: Holzkonstruktion, mit schöner Kriecher-Decker-Verbretterung. | 08992210 |
|                | Ehemaliges Wohnstallhaus eines Zweiseithofes                                 | Kleine Straße 15 (Karte)       | 1756                        | Zum Teil Obergeschoss Fachwerk (rückseitig), baugeschichtliche Bedeutung. Bruchstein-Erdgeschoss sowie zwei Bruchstein-Kellertonnen, charakteristischer dreizoniger Grundriss, Stallgewölbe nicht erhalten, korbbogige Haustür, Innenwände und Teile Rückseite Obergeschoss: Fachwerk, einfach stehender Dachstuhl. | 09300214 |
|                | Wohnstallhaus (mit integriertem Scheunenteil)                                | Pfaumühlenstraße 1 (Karte)     | um 1800                     | Stattlicher Baukörper, Obergeschoss Fachwerk, weitgehend ursprünglich, baugeschichtliche Bedeutung. Erdgeschoss massiv, Scheunenteil verbrettert, Obergeschoss-Fenster, zweiriegeliges Sichtfachwerk, einige Fensteröffnungen nicht ursprünglich, aber Wahrung der Konstruktion, Satteldach. | 08992211 |
| Weitere Bilder | Gedenkstein                                                                  | Steinbacher Straße (Karte)     |                             | Schwedenstein | 08992198 |

## Mittelschmiedeberg
| Bild                                    | Bezeichnung                                                 | Lage                | Datierung                      | Beschreibung | ID       |
| --------------------------------------- | ----------------------------------------------------------- | ------------------- | ------------------------------ | --- | -------- |
| Direkt Bild zu diesem Denkmal hochladen | Straßenbrücke über die Preßnitz                             | Schafweg - (Karte)  | 19. Jahrhundert                | Einbogigige Bruchstein-Bogenbrücke mit spitzem Scheitelpunkt, baugeschichtlich von Bedeutung. | 08992148 |
| Direkt Bild zu diesem Denkmal hochladen | Straßenbrücke über eine Eisenbahnlinie                      | Schafweg (Karte)    | 19. Jahrhundert                | Bruchsteinbogenbrücke, baugeschichtlich von Bedeutung. | 08992200 |
|                                         | Sägemühle mit technische Einrichtung (zwei Gatter, Turbine) | Talstraße 1 (Karte) | ab 1846                        | Technikgeschichtlich von Bedeutung. | 08992151 |
| Direkt Bild zu diesem Denkmal hochladen | Wohnhaus                                                    | Talstraße 4 (Karte) | wahrscheinlich 18. Jahrhundert | Obergeschoss Fachwerk, intakte Konstruktion, baugeschichtliche Bedeutung. Erdgeschoss massiv, Obergeschoss-Fenster originale Größe, steiles Satteldach mit zwei Dachliegefenstern, Verbretterung. | 08992150 |
|                                         | Gasthof                                                     | Talstraße 5 (Karte) | 18. Jahrhundert                | Obergeschoss Fachwerk, hoher Originalitätsgrad, baugeschichtliche und ortsgeschichtliche Bedeutung. Erdgeschoss massiv, etwas verändert, Fachwerk-Konstruktion weitgehend intakt, Sprossung verloren, steiles Satteldach mit markanten Aufschieblingen, Geburtshaus des Mathematikers Julius Weisbach (1806-1871), altes Haustürblatt. | 08992149 |

## Oberschaar
| Bild           | Bezeichnung                                                                   | Lage                                   | Datierung          | Beschreibung | ID       |
| -------------- | ----------------------------------------------------------------------------- | -------------------------------------- | ------------------ | --- | -------- |
| Weitere Bilder | Wohnhaus (Nr. 16) und zwei Seitengebäude (Nr. 14a und Nr. 15) einer Hofanlage | Steinbacher Straße 14a; 15; 16 (Karte) | ab 18. Jahrhundert | Drei massive Gebäude des Fischereihofes, barocke Kubatur, baugeschichtliche und ortsgeschichtliche Bedeutung. Trotz Glättung der Fassaden aussagefähig, Wohnhaus mit Walmdach.                                                                                                   | 08992213 |
| Weitere Bilder | Fabrikantenvilla                                                              | Steinbacher Straße 21 (Karte)          | bezeichnet 1906    | Putzbau mit Fachwerk-Ziergiebel, ortsentwicklungsgeschichtlich von Bedeutung. Massiver Putzbau, gegiebelte Seitenrisalite mit Zierfachwerk, Dachüberstände, Naturstein-Fenstergewände, heterogene Dachlandschaft, Schieferdeckung, Fenster mit T-Sprossung in beiden Geschossen. | 08992214 |